# Carl Josefsson
Carl "Kalle-Knubb" Josefsson (1. září 1895 Stockholm – 3. listopadu 1974 Huddinge) byl švédský reprezentační hokejový brankář.
V roce 1924 byl členem Švédské hokejové týmu, který skončil čtvrtý na zimních olympijských hrách. Odehrál dva zápasy jako brankář.